# グルクロノラクトン
グルクロノラクトン（glucuronolactone）とは、グルクロン酸（glucuronic acid）のラクトン（lactone）の総称である。分子式はC6H8O6、分子量は176.13。グルクロノラクトンとグルクロン酸は水の存在下で互変であり、どちらも生体内にしばしば見られる分子であることからグルクロノラクトンは生体内における代表的なラクトンの1つに数えられる。ヒトの場合も例外ではなく、ヒトの体内にもグルクロノラクトンとグルクロン酸の両方が存在している。

## 概要
ウロン酸とは、直鎖状のアルドースの末端部にある第1級アルコールの部分（つまりアルデヒド基から一番遠い炭素、つまりヒドロキシメチル基、-CH2OHの部分）が酸化されてカルボン酸となったものであり、グルコース（glucose）のウロン酸（uronic acid）がグルクロン酸（glucuronic acid）である。ところで、カルボン酸はカルボキシ基を持つ酸の総称だが、このカルボキシ基は水酸基との間で脱水縮合して（水分子が外れて）カルボン酸エステルを作ることが可能であり、分子内にカルボキシ基と水酸基の両方を持っている場合、分子内で脱水縮合を起こして環状のカルボン酸エステルになる（脱水閉環する）場合がある。そのような環状カルボン酸エステルの総称がラクトンである。分子内でこの反応を起こすためには、カルボキシ基と水酸基とが比較的無理なく接近できること、具体的にはラクトンになった時に5員環や6員環になることが可能な分子であると都合が良い。グルクロン酸（分子量約194）はこの条件に当てはまり、脱水閉環して（分子量約18の水が抜けて）ラクトンになることができ、グルクロノラクトン（分子量約176）が生成し得る。グルクロン酸の3位の炭素（グルクロン酸のアルデヒド基の炭素から数えて3つ目の炭素）が持つ水酸基と6位のカルボキシ基とが、分子内で脱水縮合を起こして5員環の環状のカルボン酸エステルになった（脱水閉環して5員環のラクトンとなった）ものが、グルクロノ-3,6-ラクトンである。同様に、グルクロン酸の2位の炭素（グルクロン酸のアルデヒド基の炭素から数えて2つ目の炭素）とが持つ水酸基と6位のカルボキシ基とが、脱水閉環して6員環のラクトンとなったものが、グルクロノ-2,6-ラクトンである。ただし、この脱水閉環は可逆的であり、グルクロノラクトンのエステル結合は比較的容易に加水分解されてグルクロン酸に戻ることもできる。このため、水溶液中において、グルクロノラクトンとグルクロン酸とは平衡に達する。したがって、仮に純粋なグルクロン酸の水溶液を作ったとしても、やがてグルクロノラクトンとグルクロン酸との混合物の水溶液となる。ただし、水溶液がこの平衡に達するまでの時間は、室温付近では比較的時間がかかるため、室温において水溶液にした直後に平衡に達するというわけではない。

## 生体との関連
グルクロノラクトンは、しばしば生体中に含有される物質である。グルクロン酸は、例えば動物の軟骨などに含まれるコンドロイチン硫酸や、動物の皮膚などに含まれるヒアルロン酸や、海藻が持つカラギーナンを構成する部品の1つである。このため、生体はグルコースからグルクロン酸を合成している。生体には当然のように水が存在しており、既述の通りグルクロン酸の水溶液は、グルクロノラクトンとグルクロン酸になるので、必然的にグルクロノラクトンが生体内で生じる。なお、グルクロノラクトンは、ヒトにおいて脳や肝臓の血流を改善して、その働きを高める作用を持つとされている。そして、日本では肝機能改善薬の1つとして数えられている。このようなこともあり、例えば中外製薬（現在はライオン）が生産するドリンク剤に配合されるなど、飲料などに添加する例も見られる。

## 歴史
「グルクロノラクトンはベトナム戦争の際にアメリカ合衆国連邦政府によって開発された薬品であり、脳腫瘍を誘発する物質である」と言うデマが流されたことがある。

## 類似物質
グルコースのアルドン酸（1位のアルデヒド基が酸化されてカルボン酸になったもの）であるグルコン酸も、1位のカルボキシ基と分子内の他の水酸基との間で脱水縮合して環状になる、すなわちラクトンを作ることが知られている。例えば1位のカルボキシ基と5位の水酸基とが分子内で脱水縮合するとグルコノ-1,5-ラクトンとなる。